# Kanton Caylus
Der Kanton Caylus war bis 2015 ein französischer Kanton im Arrondissement Montauban, im Département Tarn-et-Garonne und in der Region Midi-Pyrénées. Der Hauptort war Caylus. Vertreter im Generalrat des Départements war zuletzt von 1988 bis 2015 Léopold Viguié (DVD).

## Gemeinden
Der Kanton bestand aus sieben Gemeinden:
| Gemeinde         | Einwohner Jahr | Fläche km² | Bevölkerungsdichte | Code INSEE | Postleitzahl |
| ---------------- | -------------- | ---------- | ------------------ | ---------- | ------------ |
| Caylus           | 1.502 (2013)   | 96,76      | 16 Einw./km²       | 82038      | 82160        |
| Espinas          | 169 (2013)     | 16,15      | 10 Einw./km²       | 82056      | 82160        |
| Lacapelle-Livron | 195 (2013)     | 13,79      | 14 Einw./km²       | 82082      | 82160        |
| Loze             | 131 (2013)     | 11,05      | 12 Einw./km²       | 82100      | 82160        |
| Mouillac         | 104 (2013)     | 9,08       | 11 Einw./km²       | 82133      | 82160        |
| Puylagarde       | 339 (2013)     | 23,14      | 15 Einw./km²       | 82147      | 82160        |
| Saint-Projet     | 293 (2013)     | 26,14      | 11 Einw./km²       | 82172      | 82160        |